# Golubić (żupania szybenicko-knińska)
Golubić – wieś w Chorwacji, w żupanii szybenicko-knińskiej, w mieście Knin. W 2011 roku liczyła 1029 mieszkańców.